# Sportplakette
Eine Sportplakette ist eine gegenständliche Auszeichnung, die im Umfeld des Sports vom Staat, einem Bundesland oder Kanton bzw. einer Stadt vergeben wird.
Staatliche Auszeichnung
- Sportplakette des Bundespräsidenten (Deutschland)

Auszeichnung des Landes
- Sportplakette des Landes Hessen
- Sportplakette des Landes Mecklenburg-Vorpommern
- Sportplakette des Landes Nordrhein-Westfalen
- Sportplakette des Landes Rheinland-Pfalz
- Sportplakette des Saarlandes
- Sportplakette des Landes Schleswig-Holstein

Städtische Auszeichnung
- Sportplakette der Stadt Bamberg
- Sportplakette der Stadt Essen
- Sportplakette der Stadt Frankfurt am Main
- Sportplakette der Stadt Göttingen
- Sportplakette der Stadt Iserlohn
- Sportplakette der Stadt Kassel
- Sportplakette der Stadt Köln
- Sportplakette der Stadt Mannheim
- Sportplakette der Stadt Neumünster
- Sportplakette der Stadt Urberach
- Sportplakette der Stadt Waiblingen
- Sportplakette der Landeshauptstadt Wiesbaden
- Sportplakette der Stadt Zierenberg
- Sportplakette der Stadt Zwickau